# Valkenburg
Valkenburg è una località olandese situata nel comune di Katwijk, nella provincia dell'Olanda meridionale, a sud-ovest dell'Oude Rijn, fino al 2006 comune autonomo.
Nel territorio dell'odierna Valkenburg si trovava l'antico forte romano di Praetorium Agrippinae, i cui scavi archeologici hanno riportato alla luce un gran numero di preziosi reperti. Durante la guerra degli ottant'anni, il centro fu campo di battaglia nel febbraio del 1574 fra le forze spagnole e quelle anglo-olandesi, nel contesto della campagna militare dell'assedio di Leida.
Viene spesso confusa con Valkenburg aan de Geul località olandese che ospitato per cinque volte i campionati del mondo di ciclismo su strada.